# Hydraena
Hydraena är ett släkte av skalbaggar som beskrevs av Johann Gottlieb Kugelann 1794. Hydraena ingår i familjen vattenbrynsbaggar.

## Dottertaxa tillHydraena, i alfabetisk ordning[1][2]
- Hydraena abbasigili
- Hydraena abdita
- Hydraena abyssinica
- Hydraena accurata
- Hydraena achaica
- Hydraena adrastea
- Hydraena aethaliensis
- Hydraena affirmata
- Hydraena affusa
- Hydraena africana
- Hydraena akbesiana
- Hydraena albai
- Hydraena alberti
- Hydraena alcantarana
- Hydraena algerina
- Hydraena alia
- Hydraena aliciae
- Hydraena allomorpha
- Hydraena alluaudi
- Hydraena alpicola
- Hydraena altamirensis
- Hydraena alternata
- Hydraena alterra
- Hydraena alticola
- Hydraena ambiflagellata
- Hydraena ambigua
- Hydraena ambiosina
- Hydraena americana
- Hydraena amidensis
- Hydraena anaphora
- Hydraena anatolica
- Hydraena ancylis
- Hydraena ancyrae
- Hydraena andalusa
- Hydraena andreinii
- Hydraena angulicollis
- Hydraena angulosa
- Hydraena angustata
- Hydraena anisonycha
- Hydraena antaria
- Hydraena antiatlantica
- Hydraena antiochena
- Hydraena appalachicola
- Hydraena appetita
- Hydraena arabica
- Hydraena arachthi
- Hydraena arcta
- Hydraena arenicola
- Hydraena argutipes
- Hydraena ariana
- Hydraena arizonica
- Hydraena armata
- Hydraena armeniaca
- Hydraena armipalpis
- Hydraena armipes
- Hydraena arunensis
- Hydraena ascensa
- Hydraena assimilis
- Hydraena athertonica
- Hydraena atrata
- Hydraena attaleiae
- Hydraena audisioi
- Hydraena aurita
- Hydraena australica
- Hydraena australula
- Hydraena avuncula
- Hydraena bactriana
- Hydraena balearica
- Hydraena balfourbrownei
- Hydraena balli
- Hydraena barbipes
- Hydraena barricula
- Hydraena barrosi
- Hydraena bedeli
- Hydraena belgica
- Hydraena benjaminus
- Hydraena bensae
- Hydraena bergeri
- Hydraena berthelemyana
- Hydraena berytus
- Hydraena beyarslani
- Hydraena bicolorata
- Hydraena bicuspidata
- Hydraena bidefensa
- Hydraena bihamata
- Hydraena biimpressa
- Hydraena billi
- Hydraena bilobata
- Hydraena bimagua
- Hydraena birendra
- Hydraena bispinosa
- Hydraena bisulcata
- Hydraena bitruncata
- Hydraena bituberculata
- Hydraena blackburni
- Hydraena bodemeyeri
- Hydraena boetcheri
- Hydraena bolivari
- Hydraena bononiensis
- Hydraena borbonica
- Hydraena brachymera
- Hydraena bractea
- Hydraena bractoides
- Hydraena breedlovei
- Hydraena brevis
- Hydraena britteni
- Hydraena brittoni
- Hydraena bromleyae
- Hydraena browni
- Hydraena bulgarica
- Hydraena busuanga
- Hydraena calcarifera
- Hydraena californica
- Hydraena campbelli
- Hydraena canakcioglui
- Hydraena canticacollis
- Hydraena capacis
- Hydraena capetribensis
- Hydraena cappadocica
- Hydraena capta
- Hydraena carbonaria
- Hydraena carica
- Hydraena carinulata
- Hydraena carniolica
- Hydraena castanea
- Hydraena castanescens
- Hydraena cata
- Hydraena catalonica
- Hydraena catherinae
- Hydraena caucasica
- Hydraena cephalleniaca
- Hydraena cervisophila
- Hydraena chenae
- Hydraena chersonesica
- Hydraena chiapa
- Hydraena chiesai
- Hydraena chifengi
- Hydraena chobauti
- Hydraena christinae
- Hydraena christoferi
- Hydraena ciliciensis
- Hydraena circulata
- Hydraena cirrata
- Hydraena claudia
- Hydraena clavigera
- Hydraena clemens
- Hydraena colchica
- Hydraena colombiana
- Hydraena colymba
- Hydraena compressipilis
- Hydraena concinna
- Hydraena confusa
- Hydraena connexa
- Hydraena converga
- Hydraena coomani
- Hydraena cooperi
- Hydraena cordata
- Hydraena cordiformis
- Hydraena corinna
- Hydraena cornelli
- Hydraena corrugis
- Hydraena coryleti
- Hydraena costiniceps
- Hydraena crepidoptera
- Hydraena cristatigena
- Hydraena croatica
- Hydraena cryptostoma
- Hydraena crystallina
- Hydraena cubista
- Hydraena cultrata
- Hydraena cunninghamensis
- Hydraena curta
- Hydraena curtipalpis
- Hydraena cuspidicollis
- Hydraena cyclops
- Hydraena cygnus
- Hydraena czernohorskyi
- Hydraena dalmatina
- Hydraena damascena
- Hydraena darwini
- Hydraena d-destina
- Hydraena debeckeri
- Hydraena decipiens
- Hydraena decolor
- Hydraena decui
- Hydraena delia
- Hydraena deliquesca
- Hydraena delvasi
- Hydraena densa
- Hydraena dentipalpis
- Hydraena dentipes
- Hydraena devillei
- Hydraena devincta
- Hydraena diazi
- Hydraena dilutipes
- Hydraena dimorpha
- Hydraena dinosaurophila
- Hydraena discicollis
- Hydraena discreta
- Hydraena disparamera
- Hydraena dochula
- Hydraena dolichogaster
- Hydraena dorrigoensis
- Hydraena draconisaurati
- Hydraena ebriimadli
- Hydraena egoni
- Hydraena eichleri
- Hydraena elisabethae
- Hydraena eliya
- Hydraena emarginata
- Hydraena emineae
- Hydraena epeirosi
- Hydraena errina
- Hydraena erythraea
- Hydraena eryx
- Hydraena eucnemis
- Hydraena evanescens
- Hydraena evansi
- Hydraena exarata
- Hydraena exasperata
- Hydraena excisa
- Hydraena exilipes
- Hydraena expedita
- Hydraena explanata
- Hydraena extorris
- Hydraena falcata
- Hydraena ferethula
- Hydraena feuerborni
- Hydraena fijiensis
- Hydraena filum
- Hydraena finita
- Hydraena finki
- Hydraena finniganensis
- Hydraena fiorii
- Hydraena fischeri
- Hydraena fluvicola
- Hydraena fontana
- Hydraena fontiscarsavii
- Hydraena formula
- Hydraena forticollis
- Hydraena fosterorum
- Hydraena freitagi
- Hydraena frenzeli
- Hydraena fritzi
- Hydraena frondsicola
- Hydraena fundaequalis
- Hydraena fundata
- Hydraena furthi
- Hydraena gaditana
- Hydraena galatica
- Hydraena gavarrensis
- Hydraena geminya
- Hydraena georgiadesi
- Hydraena geraldneuhauseri
- Hydraena germaini
- Hydraena glassmani
- Hydraena gnatella
- Hydraena gnatelloides
- Hydraena gracilis
- Hydraena graciloides
- Hydraena grandis
- Hydraena graphica
- Hydraena grata
- Hydraena gregalis
- Hydraena gressa
- Hydraena griphus
- Hydraena grouvellei
- Hydraena grueberi
- Hydraena guadelupensis
- Hydraena guangxiensis
- Hydraena guatemala
- Hydraena guentheri
- Hydraena guilin
- Hydraena hainzi
- Hydraena haitensis
- Hydraena hamifera
- Hydraena hansreuteri
- Hydraena helena
- Hydraena hernandoi
- Hydraena heterogyna
- Hydraena hiekei
- Hydraena hillaryi
- Hydraena hispanica
- Hydraena holdhausi
- Hydraena hortensis
- Hydraena hosiwergi
- Hydraena hosseinieorum
- Hydraena huangshanensis
- Hydraena huitongensis
- Hydraena hunanensis
- Hydraena hungarica
- Hydraena hyalina
- Hydraena hynesi
- Hydraena hypipamee
- Hydraena iberica
- Hydraena iheya
- Hydraena ilamensis
- Hydraena ilica
- Hydraena imbria
- Hydraena imperatrix
- Hydraena impercepta
- Hydraena impressicollis
- Hydraena inancala
- Hydraena inapicipalpis
- Hydraena incurva
- Hydraena indiana
- Hydraena indica
- Hydraena ingens
- Hydraena innuda
- Hydraena inopinata
- Hydraena insita
- Hydraena insolita
- Hydraena insularis
- Hydraena integra
- Hydraena intermedia
- Hydraena intraangulata
- Hydraena inusta
- Hydraena invicta
- Hydraena iriomotensis
- Hydraena isabelae
- Hydraena isolinae
- Hydraena ispirensis
- Hydraena iterata
- Hydraena jacobsoni
- Hydraena jaechiana
- Hydraena jaegeri
- Hydraena jailensis
- Hydraena janczyki
- Hydraena janeceki
- Hydraena janssensi
- Hydraena jengi
- Hydraena jilanzhui
- Hydraena jivaro
- Hydraena kakadu
- Hydraena karinkukolae
- Hydraena karmai
- Hydraena kasyi
- Hydraena kaufmanni
- Hydraena khnzoriani
- Hydraena kilimandjarensis
- Hydraena knischi
- Hydraena kocheri
- Hydraena kodadai
- Hydraena krasnodarensis
- Hydraena kroumiriana
- Hydraena kuehnelti
- Hydraena kurdistanica
- Hydraena kwangsiensis
- Hydraena lapidicola
- Hydraena lapissectilis
- Hydraena larissae
- Hydraena larsoni
- Hydraena latebricola
- Hydraena latisoror
- Hydraena lazica
- Hydraena leechi
- Hydraena leei
- Hydraena lehmanni
- Hydraena leonhardi
- Hydraena leprieuri
- Hydraena levantina
- Hydraena ligulipes
- Hydraena limpidicollis
- Hydraena liriope
- Hydraena longicollis
- Hydraena lucasi
- Hydraena lucernae
- Hydraena ludovicae
- Hydraena luminicollis
- Hydraena luridipennis
- Hydraena lusitana
- Hydraena lycia
- Hydraena macedonica
- Hydraena maculicollis
- Hydraena madronensis
- Hydraena magna
- Hydraena magnessa
- Hydraena magnetica
- Hydraena mahensis
- Hydraena malickyi
- Hydraena malkini
- Hydraena manaslu
- Hydraena manfredjaechi
- Hydraena manguao
- Hydraena marcosae
- Hydraena marginicollis
- Hydraena mariannae
- Hydraena marinae
- Hydraena martensi
- Hydraena martinschoepfi
- Hydraena masatakai
- Hydraena maureenae
- Hydraena mazamitla
- Hydraena mecai
- Hydraena melas
- Hydraena meschniggi
- Hydraena metzeni
- Hydraena mexicana
- Hydraena mignymixys
- Hydraena millerorum
- Hydraena miniretia
- Hydraena mitchellensis
- Hydraena miyatakei
- Hydraena modili
- Hydraena monikae
- Hydraena monscassius
- Hydraena monstruosipes
- Hydraena monteithi
- Hydraena morio
- Hydraena mouzaiensis
- Hydraena muelleri
- Hydraena muezziginea
- Hydraena mylasae
- Hydraena nelsonmandelai
- Hydraena nevermanni
- Hydraena newtoni
- Hydraena nielshaggei
- Hydraena nigra
- Hydraena nigrita
- Hydraena nike
- Hydraena nilguenae
- Hydraena nivalis
- Hydraena notsui
- Hydraena numidica
- Hydraena nuratauensis
- Hydraena oaxaca
- Hydraena oblio
- Hydraena occidentalis
- Hydraena occitana
- Hydraena okinawensis
- Hydraena olidipastoris
- Hydraena orchis
- Hydraena orcula
- Hydraena ordishi
- Hydraena orientalis
- Hydraena ortali
- Hydraena orthosia
- Hydraena ovata
- Hydraena oxiana
- Hydraena ozarkensis
- Hydraena pachyptera
- Hydraena pacifica
- Hydraena paeminosa
- Hydraena pagaluensis
- Hydraena paganettii
- Hydraena pakistanica
- Hydraena palawanensis
- Hydraena pallidula
- Hydraena palustris
- Hydraena pamirica
- Hydraena pamphylia
- Hydraena pangaei
- Hydraena paraguayensis
- Hydraena parciplumea
- Hydraena particeps
- Hydraena parva
- Hydraena parysatis
- Hydraena paucistriata
- Hydraena pavicula
- Hydraena pelops
- Hydraena pensylvanica
- Hydraena perkinsi
- Hydraena perlonga
- Hydraena persica
- Hydraena peru
- Hydraena petila
- Hydraena phallerata
- Hydraena phallica
- Hydraena phassilyi
- Hydraena philippi
- Hydraena philyra
- Hydraena phoenicia
- Hydraena pici
- Hydraena pilipes
- Hydraena pindica
- Hydraena planata
- Hydraena plastica
- Hydraena platycnemis
- Hydraena platynaspis
- Hydraena platysoma
- Hydraena plaumanni
- Hydraena plumipes
- Hydraena plurifurcata
- Hydraena polita
- Hydraena pontequula
- Hydraena pontica
- Hydraena porchi
- Hydraena porcula
- Hydraena praetermissa
- Hydraena premordica
- Hydraena pretneri
- Hydraena prieto
- Hydraena princeps
- Hydraena producta
- Hydraena prokini
- Hydraena prusensis
- Hydraena pseudocirrata
- Hydraena pseudopalawanensis
- Hydraena pseudoriparia
- Hydraena puetzi
- Hydraena pugillista
- Hydraena pulchella
- Hydraena pulsatrix
- Hydraena punctata
- Hydraena puncticollis
- Hydraena putearius
- Hydraena pygmaea
- Hydraena quadrata
- Hydraena quadricollis
- Hydraena quadricurvipes
- Hydraena quechua
- Hydraena queenslandica
- Hydraena quetiae
- Hydraena quilisi
- Hydraena regimbarti
- Hydraena reticulata
- Hydraena reticuloides
- Hydraena reticulositis
- Hydraena revelovela
- Hydraena reyi
- Hydraena rhinoceros
- Hydraena rhodia
- Hydraena riberai
- Hydraena richardimbi
- Hydraena rigua
- Hydraena ripaeaureae
- Hydraena riparia
- Hydraena rivularis
- Hydraena robusta
- Hydraena rosannae
- Hydraena rudallensis
- Hydraena rufipennis
- Hydraena rufipes
- Hydraena rugosa
- Hydraena ruinosa
- Hydraena rukiyeae
- Hydraena sabella
- Hydraena saga
- Hydraena sahlbergi
- Hydraena samia
- Hydraena samnitica
- Hydraena sanfilippoi
- Hydraena sappho
- Hydraena sardoa
- Hydraena satoi
- Hydraena sautakei
- Hydraena sauteri
- Hydraena scabra
- Hydraena scabrosa
- Hydraena schawalleri
- Hydraena schilfii
- Hydraena schillhammeri
- Hydraena schmidi
- Hydraena schoedli
- Hydraena schoenmanni
- Hydraena schubertorum
- Hydraena schuelkei
- Hydraena schuleri
- Hydraena scintilla
- Hydraena scintillabella
- Hydraena scintillutea
- Hydraena scitula
- Hydraena scolops
- Hydraena scopula
- Hydraena scythica
- Hydraena septemlacuum
- Hydraena serpentina
- Hydraena serricollis
- Hydraena servilia
- Hydraena sharmai
- Hydraena sharpi
- Hydraena sicula
- Hydraena sidon
- Hydraena sierra
- Hydraena similis
- Hydraena simonidea
- Hydraena simplicicollis
- Hydraena simplipes
- Hydraena sinope
- Hydraena smyrnensis
- Hydraena socius
- Hydraena solarii
- Hydraena solodovnikovi
- Hydraena sordida
- Hydraena spangleri
- Hydraena speciosa
- Hydraena spinipes
- Hydraena spinissima
- Hydraena splecoma
- Hydraena squalida
- Hydraena stefani
- Hydraena storeyi
- Hydraena stussineri
- Hydraena subacuminata
- Hydraena subgrandis
- Hydraena subimpressa
- Hydraena subina
- Hydraena subinflata
- Hydraena subinoides
- Hydraena subintegra
- Hydraena subinura
- Hydraena subirregularis
- Hydraena subjuncta
- Hydraena sublamina
- Hydraena sublapsa
- Hydraena subsequens
- Hydraena szechuanensis
- Hydraena takin
- Hydraena tarvisina
- Hydraena tatii
- Hydraena tauricola
- Hydraena taxila
- Hydraena tenjikuana
- Hydraena tenuis
- Hydraena tenuisella
- Hydraena tenuisoror
- Hydraena terebrans
- Hydraena terralta
- Hydraena testacea
- Hydraena textila
- Hydraena thienemanni
- Hydraena thyene
- Hydraena trapezoidalis
- Hydraena tricantha
- Hydraena tridisca
- Hydraena triloba
- Hydraena trinidensis
- Hydraena triparamera
- Hydraena truncata
- Hydraena tubuliphallis
- Hydraena tucumanica
- Hydraena tuolumne
- Hydraena turcica
- Hydraena turrialba
- Hydraena tyrrhena
- Hydraena unca
- Hydraena undevigintioctogintasisyphos
- Hydraena undulata
- Hydraena uzbekistanica
- Hydraena waldheimi
- Hydraena vandykei
- Hydraena wangi
- Hydraena wangmiaoi
- Hydraena watanabei
- Hydraena wattsi
- Hydraena vedrasi
- Hydraena weigeli
- Hydraena weiri
- Hydraena vela
- Hydraena wencke
- Hydraena verberans
- Hydraena verstraeteni
- Hydraena wewalkai
- Hydraena victoriae
- Hydraena vietnamensis
- Hydraena williamsensis
- Hydraena virginalis
- Hydraena wittmeri
- Hydraena vodozi
- Hydraena wolfi
- Hydraena wrasei
- Hydraena vulgaris
- Hydraena yonaguniensis
- Hydraena yosemitensis
- Hydraena yoshitomii
- Hydraena youngi
- Hydraena ypsilon
- Hydraena yunnanensis
- Hydraena zapatina
- Hydraena zelandica
- Hydraena zetteli
- Hydraena zezerensis
- Hydraena zwicki

## Bildgalleri

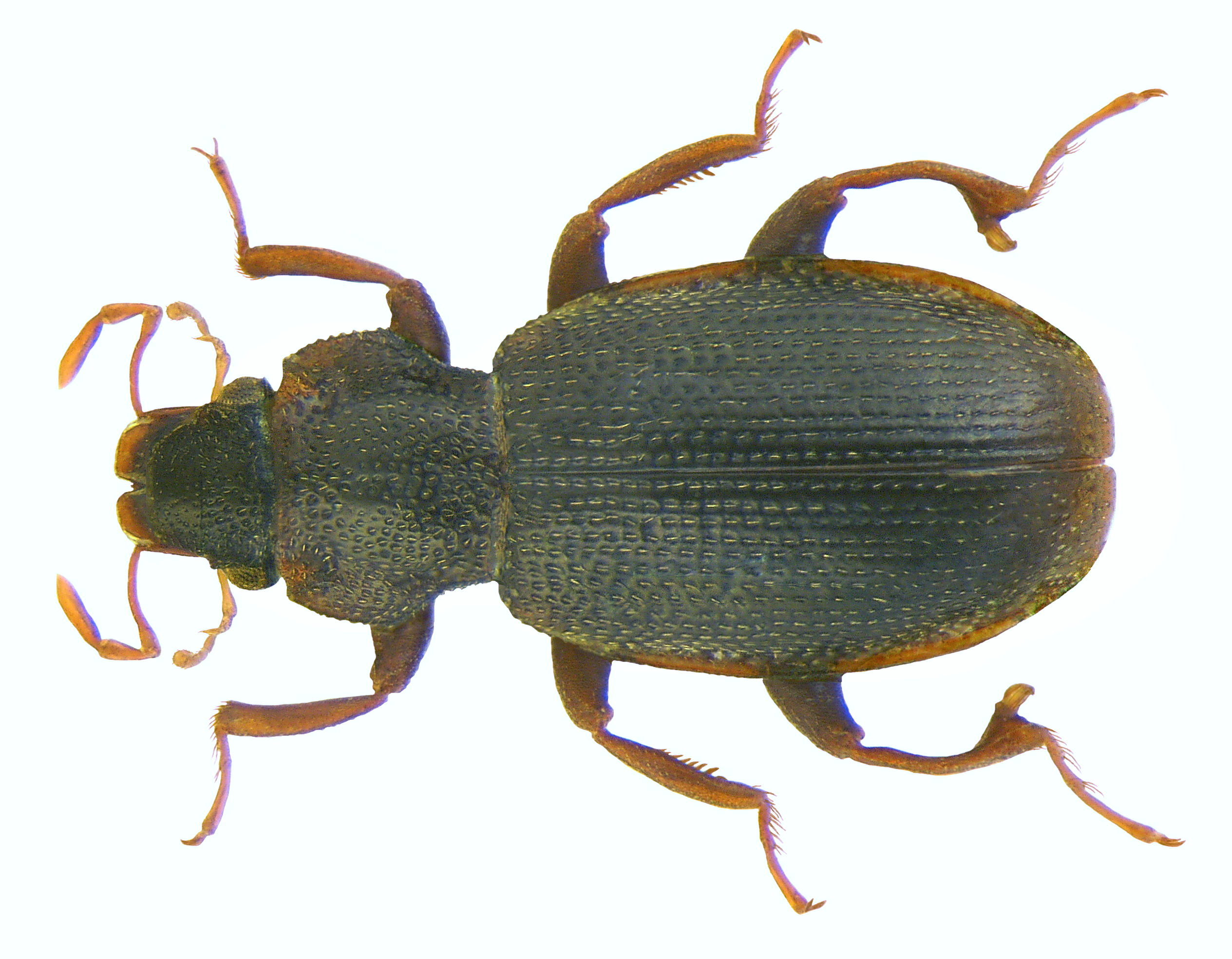
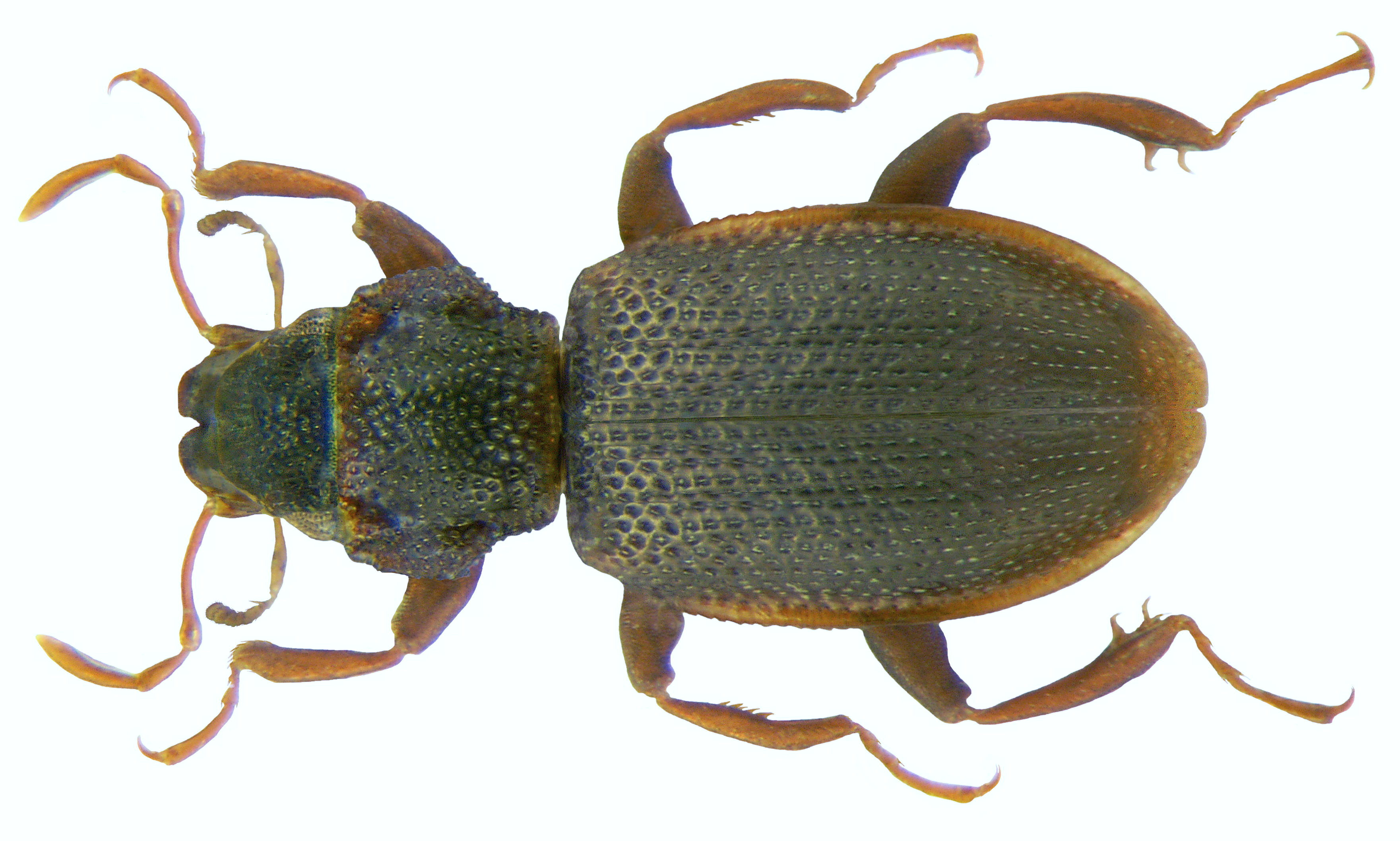
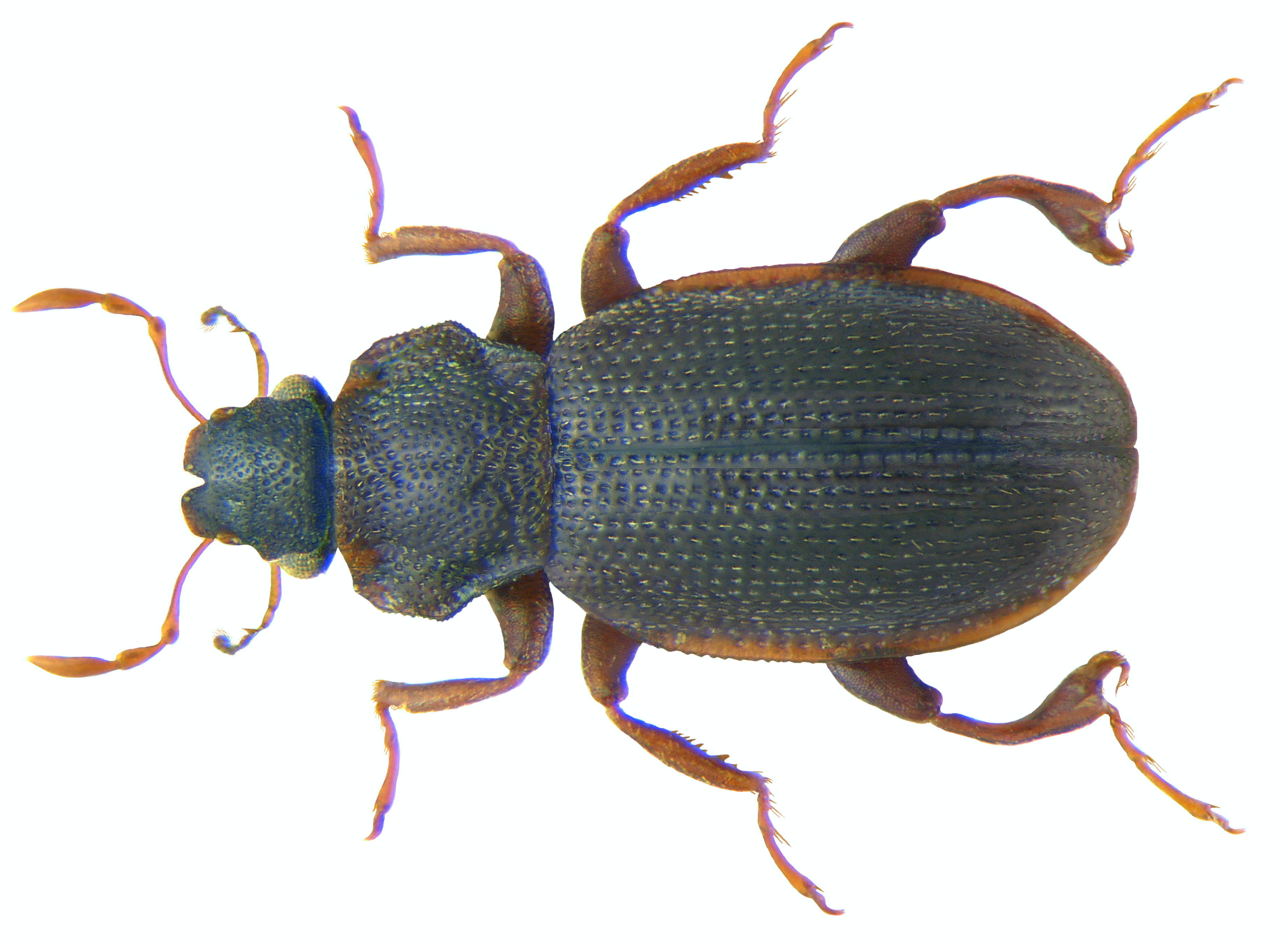
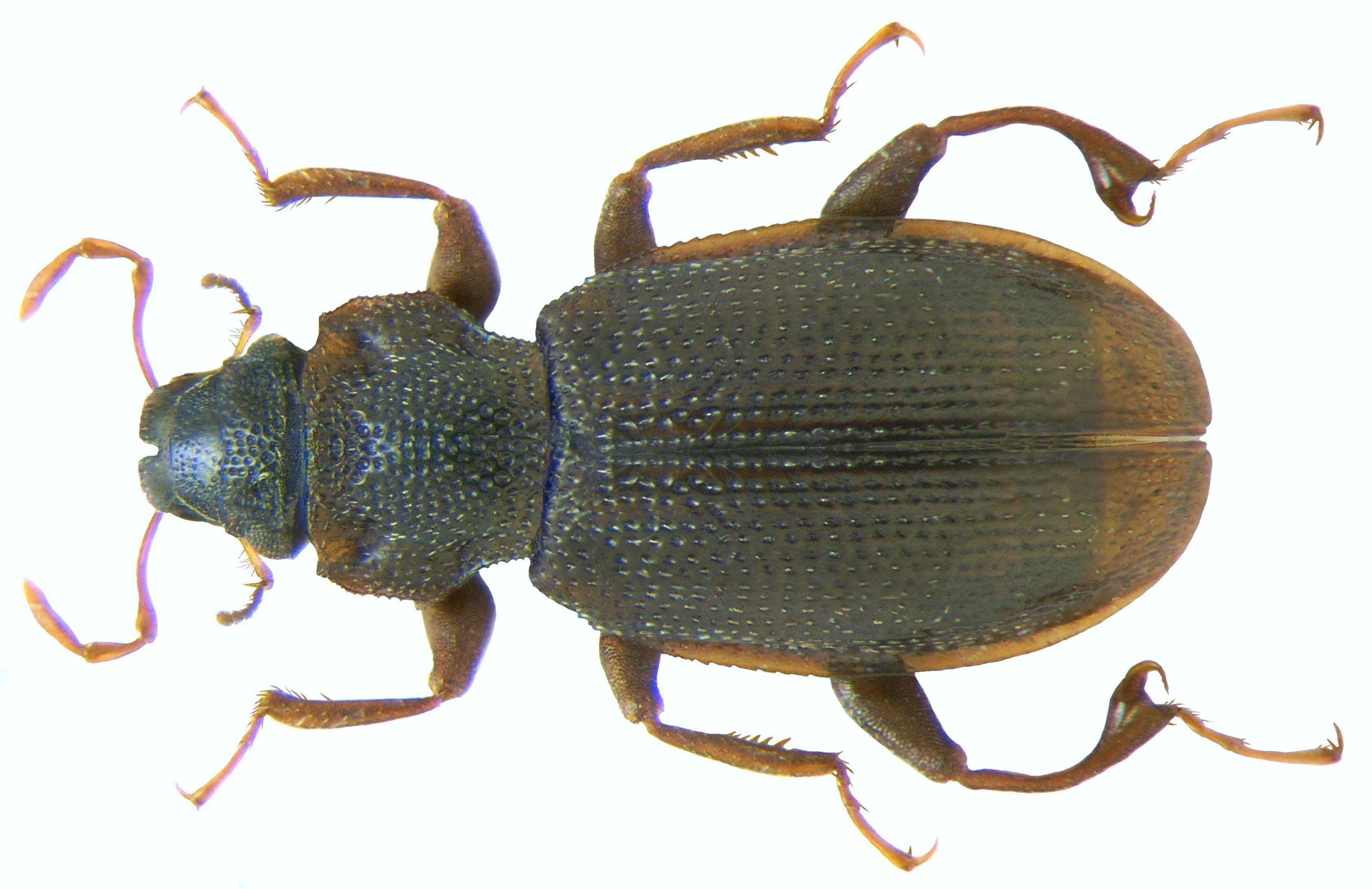
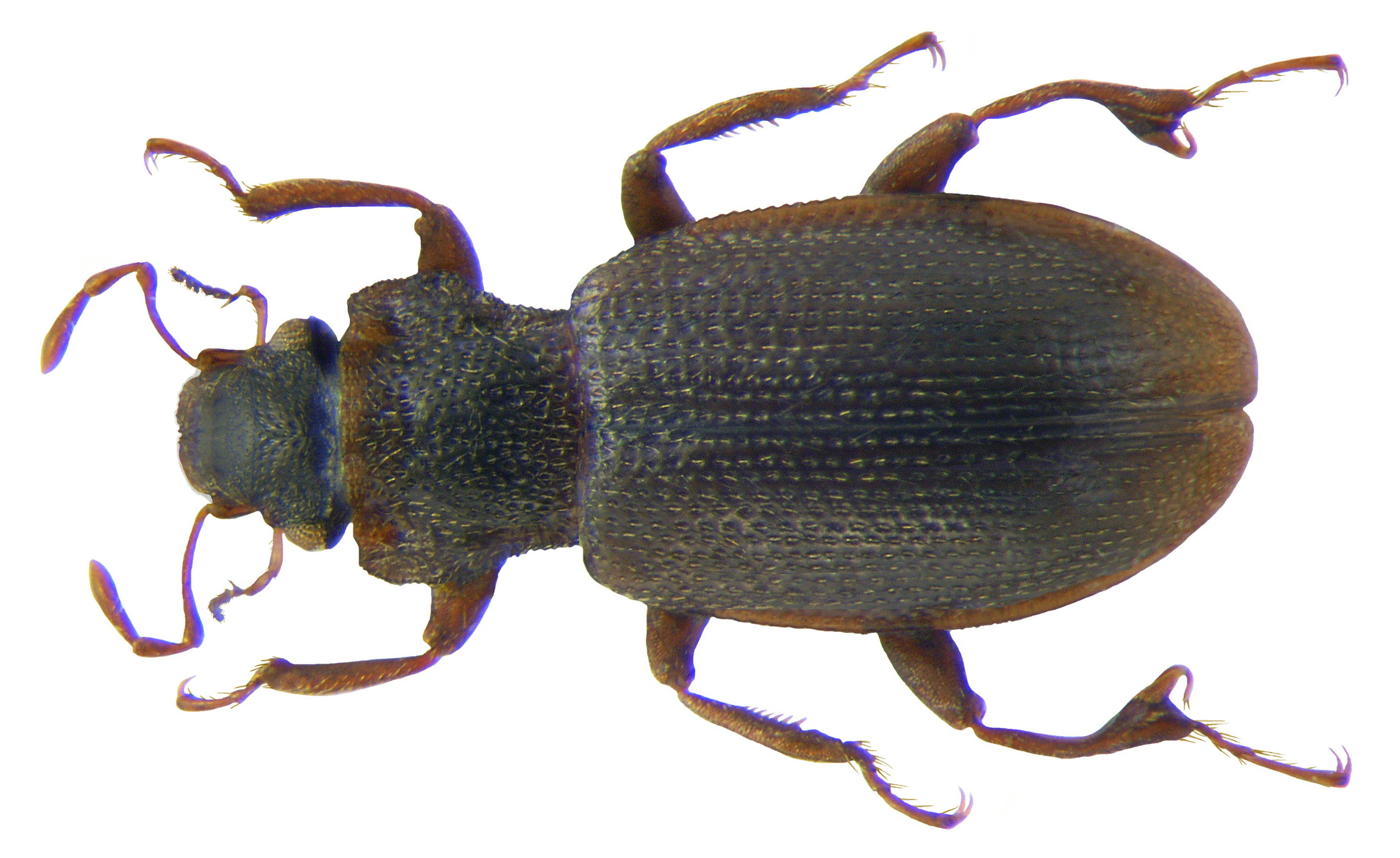
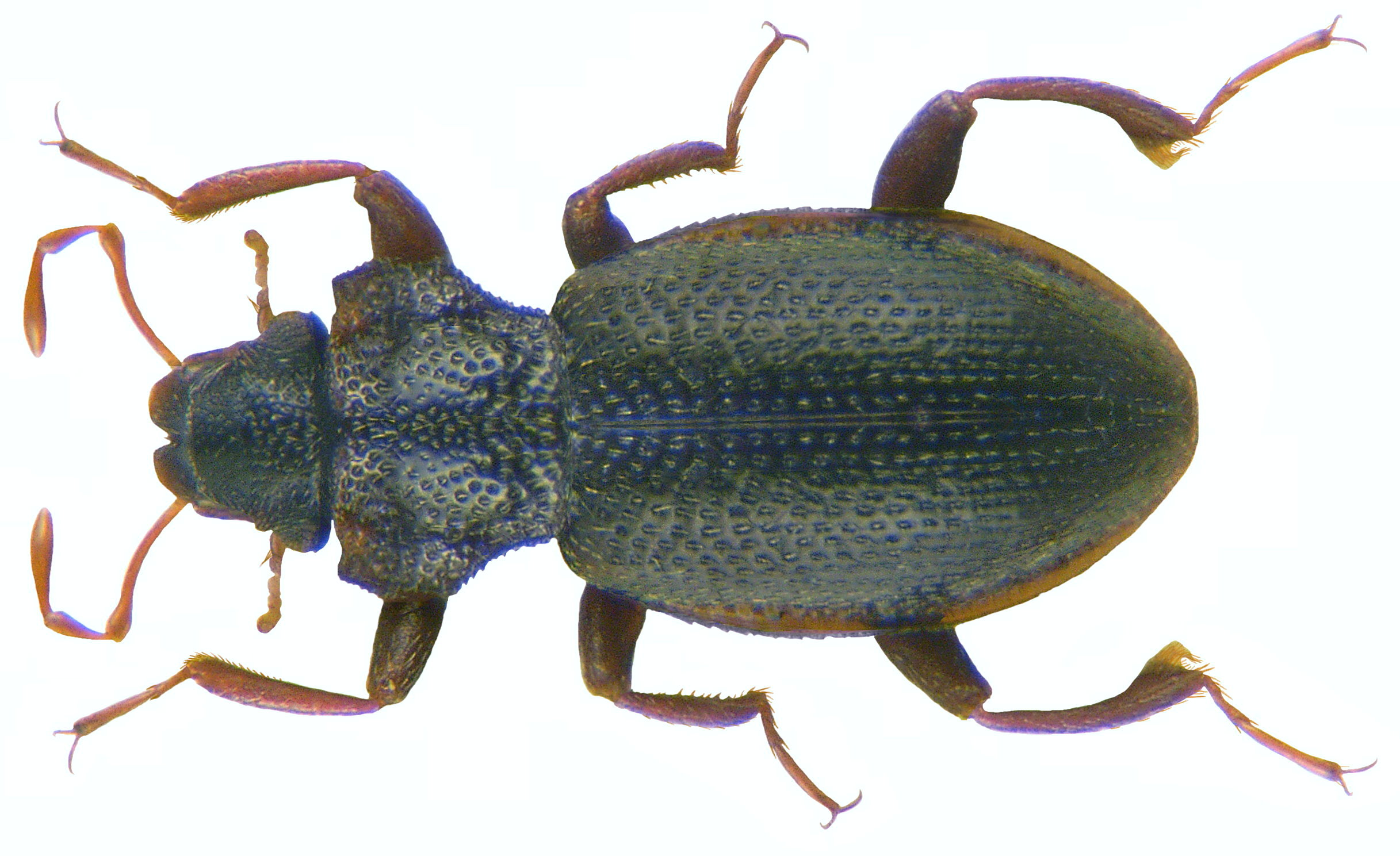